# Taeniophyllum gracillimum
Taeniophyllum gracillimum är en orkidéart som beskrevs av Rudolf Schlechter. Taeniophyllum gracillimum ingår i släktet Taeniophyllum och familjen orkidéer. Inga underarter finns listade i Catalogue of Life.